# Чад ле Кло
Чад Ги Бертран ле Кло (фр. Chad Guy Bertrand le Clos; рођен 12. априла 1992. у Дурбану) је пливач из Јужноафричке Републике.
Веома рано је почео да се бави пливањем, а са 10 година почео је да се т акмичи за екипу своје школе. На Летњим олимпијским играма младих 2010. у Сингапуру освојио је чак 5 медаља, а исте године на Играма комонвелта у Делхију постаје двоструки златни на 200 делфин и 400 слободно, чему је придодао и медаље у све три штафетне трке (сребро и две бронзе).
Прву титулу светског првака осваја у Дубаију 2011. на Светском првенству у малим базенима (на 200 делфин). 
Највећи успех у каријери остварио је на Летњим олимпијским играма 2012. у Лондону освајањем златне олимпијске медаље у трци на 200 метара делфин стилом те сребра на 100 метара делфин.